# Trattato di Londra (1864)
Il trattato di Londra del 1864 fu firmato tra il Regno Unito e la Grecia e sancì il passaggio degli Stati Uniti delle Isole Ionie ai greci. Gli inglesi, infatti, avevano stabilito un protettorato sulle isole fin dal trattato di Parigi del 1815.
Gli Stati Uniti delle Isole Ionie includevano sette isole.
Sei di queste si trovano nel Mar Ionio a ovest della Grecia: Corfù, Itaca, Paxò, Cefalonia, Zante e Santa Maura. La settima era Cerigo, che si trova a sud del Peloponneso.
Nonostante la Grecia si fosse dichiarata indipendente dall'Impero ottomano nel 1832, le isole erano rimaste in mani inglesi. In una riunione nel 1862, il Segretario degli Esteri Britannico, Palmerston, decise di cedere le isole alla Grecia. Questa politica fu favorita anche dal benestare della regina Vittoria. La ragione pratica era che il costo per mantenere il controllo dell'isola era troppo alto per le finanze inglesi. Inoltre, l'importanza strategica dello stato federale ionico era minima, visto che gli inglesi già controllavano la ben più importante isola di Malta.
Dopo lunghi negoziati con i greci, il trattato di Londra fu firmato dall'ambasciatore greco Charilaos Trikoupis il 29 marzo 1864. Il 2 maggio gli inglesi lasciarono le isole, che divennero tre province greche. Gli inglesi, tuttavia, avrebbero mantenuto l'usufrutto del porto di Corfù.